# 1970 a légi közlekedésben
Ez a lista az 1970-es év légi közlekedéssel kapcsolatos eseményeit tartalmazza.

## Események

### Május
- május 2. - Az ALM légitársaság 980-as járata üzemanyag hiány miatt lezuhan a Karib-tengerbe. A tragédiában 23-an vesztik életüket, további 40-en megsérülnek.[1]

### November
- november 12. - Egy Tu–144 először lépi át a hangsebesség kétszeresét.
- november 14. - Lezuhan a Southern Airways 932-es járata Nyugat-Virginia területén. A fedélzeten tartózkodó mind a 75 fő életet veszti (köztük egy egyetemi futballcsapat is).